# كانت غيت يو آوت أوف ماي هيد
«كانت غيت يو آوت أوف ماي هيد» (بالإنجليزية: Can't Get You Out of My Head)‏ أو «لا يمكنني أن أخرجك من رأسي» هي أغنية للفنانة الأسترالية كايلي مينوغ من ألبومها الثامن فيفر (2001). أصدرت الأغنية في أستراليا عن طريق شركة بارلوفون بوصفها المنفردة الرئيسية من الألبوم في 8 سبتمبر 2001. وأصدرت في المملكة المتحدة في 17 سبتمبر 2001. وأصدرت في الولايات المتحدة في 18 فبراير 2002. وهي من تأليف وإنتاج كاثي دنيس وروب ديفيس، وهي أغنية بوب الرقص متوسطة الوتيرة تتحدث عن هوس مينوغ تجاه حبيبها.
بالإضافة إلى المراجعات الإيجابية من نقاد الموسيقى، فقد حققت الأغنية نجاحا تجاريا واسع النطاق. إذ تصدرت قوائم الأغاني في النمسا، بلجيكا، فرنسا، ألمانيا، إيطاليا، بولندا، سويسرا، المملكة المتحدة، وغيرها من البلدان الأوروبية باستثناء فنلندا. كما تصدرت قوائم الأغاني في وطنها أستراليا وكذلك كندا ونيوزيلندا. بينما بلغت المركز السابع في الولايات المتحدة على قائمة بيلبورد هوت 100، لتصبح أنجح أغاني مينوغ في البلاد منذ أغنية «لوكوموشن». كما يقال أن الأغنية وصلت إلى الأربعين الأوائل في جميع أنحاء العالم. وتلقت تصنيف البلاتين الثلاثي في أستراليا، والبلاتين الثنائي في المملكة المتحدة، والذهب في الولايات المتحدة. كما أصبحت أولى أغاني مينوغ التي بيع منها ما يزيد عن مليون نسخة في المملكة المتحدة، وهي الآن في المرتبة 28 ضمن أكثر المفردات مبيعا في الألفية. وحتى عام 2013، وفإن الأغنية هي أعلى أغاني مينوغ مبيعا، ومن أعلى المنفردات مبيعا على الإطلاق، مع مبيعات عالمية تجاوزت سبعة ملايين نسخة.
تم إخراج فيديو كليب الأغنية من قبل دون شادفورث، وتظهر مينوغ وهي تؤدي رقصات مختلفة على خلفيات مستقبلية مختلفة. كما تظهر فيها البذلة البيضاء ذات القلنسوة التي اشتهرت بها مينوغ. أدت مينوغ الأغنية في جميع جولاتها (اعتبارا من عام 2013)، باستثناء جولة أنتي تور. تم إدخال الأغنية في عدد من قوائم الأغاني في نهاية العقد التي تعدها مجلات مثل رولينج ستون، الغارديان، إن إم إي. وهي تعتبر نقلة لشهرة مينوغ في الولايات المتحدة، ويقال أنها كانت السبب وراء نجاح الألبوم الرئيسي «فيفر» في المنطقة. تعتبر الأغنية هي الأغنية التي تعرف بها مينوغ وكان نقطة فاصلة في مسيرتها الموسيقية. أعيد تسجيل الأغنية في عام 2012، لإدراجها في ألبوم مينوغ التجميعي آبي رود سيشنز.